# Georg Friedrich Vischer

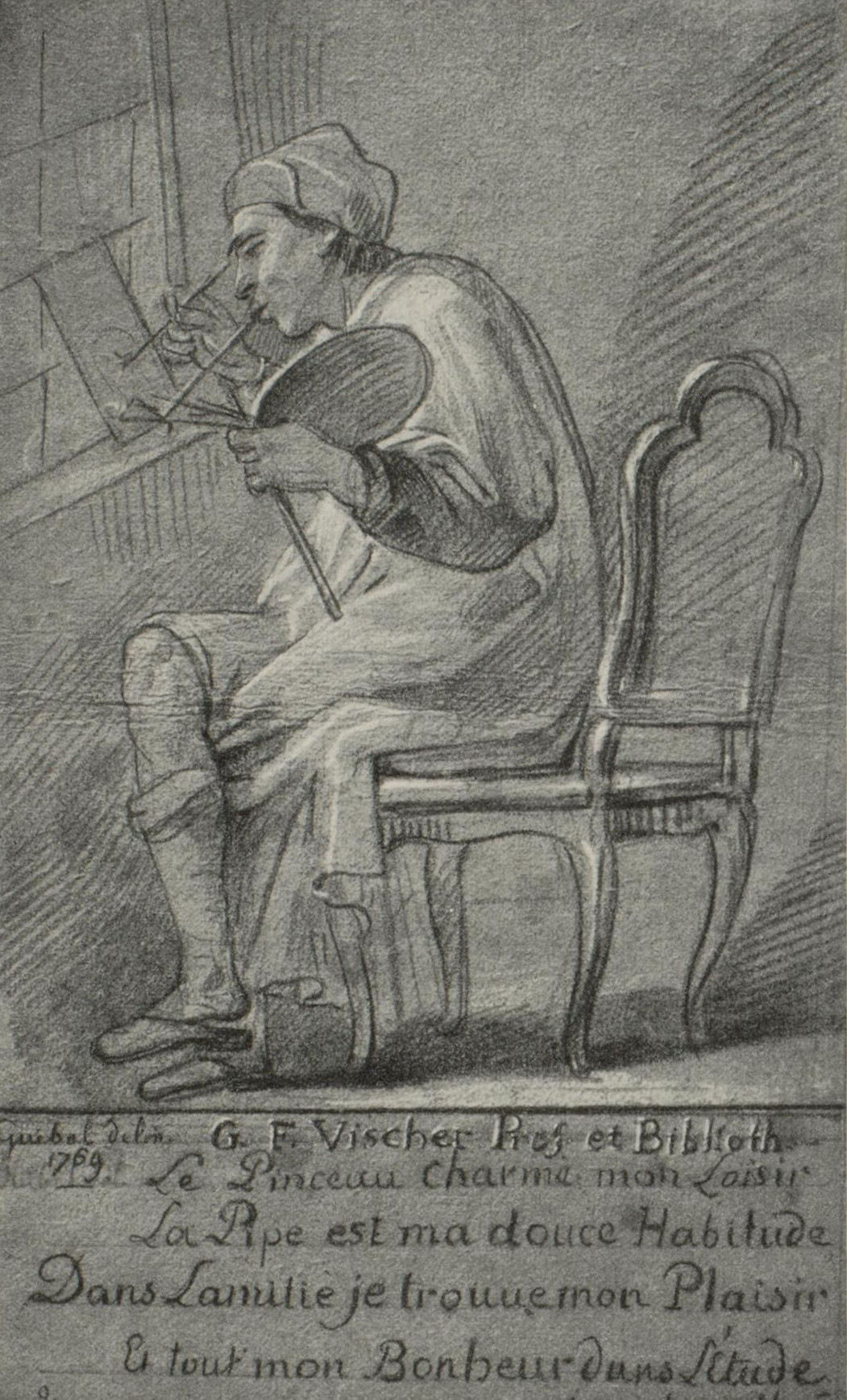
Georg Friedrich Vischer, Handzeichnung von Nicolas Guibal, 1769

Georg Friedrich Vischer (* 22. April 1738 in Stuttgart; † 26. März 1789 ebenda) war ein württembergischer Lehrer und Oberbibliothekar an der Herzoglichen Öffentlichen Bibliothek in Stuttgart. 

## Leben
Vischer war Sohn eines Expeditionsrates. Er besuchte das Gymnasium in Stuttgart und studierte ab 1756 in Tübingen Philosophie und Theologie. 1759 schloss er das Studium mit der Dissertation ab und legte die theologische Prüfung ab. Am 17. November 1764 wurde Vischer vom württembergischen Herzog Carl Eugen zum „garde Bibliothèque“ der Herzoglichen Öffentlichen Bibliothek ernannt, die am 11. Februar 1765 eröffnet wurde.
Neben seinem Amt in der Bibliothek war Vischer auch Lehrer an der Académie des Arts in Stuttgart. 1770 wurde er Inspektor des herzoglichen Münz- und Medaillenkabinetts und 1777 Professor der Urkunden-, Münz- und Wappenkunde an der Hohen Karlsschule.
1786 erlangte Vischer die Position des Oberbibliothekars, also des Leiters der Bibliothek, mit Charakter und Rang eines Hofrates. Vischer starb am 26. März 1789.

## Werke
- De iuramenti divini decentia. Cotta, Tübingen 1759 (Tübingen, Univ., Diss., 1759).
- Beschreibung einer Astronomischen Maschine, welche sich in der öffentlichen Bibliothek zu Ludwigsburg befindet. Cotta, Stuttgart 1770 (Digitalisat).
- Entwurf eines Handschriftenkatalogs der Herzoglichen Öffentlichen Bibliothek – Cod.hist.fol.1096. Stuttgart 1788/89, Handschrift (Digitalisat).